# Olympische Sommerspiele 1992/Teilnehmer (Bosnien und Herzegowina)
| Gelbes Symbol für Goldmedaillen mit stilisierten Olympischen Ringen | Graues Symbol für Silbermedaillen mit stilisierten Olympischen Ringen | Braundes Symbol für Bronzemedaillen mit stilisierten Olympischen Ringen |
| ------------------------------------------------------------------- | --------------------------------------------------------------------- | ----------------------------------------------------------------------- |
| —                                                                   | —                                                                     | —                                                                       |

Bosnien und Herzegowina nahm an den Olympischen Sommerspielen 1992 in Barcelona mit zehn Athleten (sechs Männer und vier Frauen) teil. Es war die erste Teilnahme an Olympischen Spielen überhaupt, nachdem die ehemalige jugoslawische Republik wenige Monate zuvor unabhängig wurde.

## Teilnehmer nach Sportarten

### Gewichtheben
- Mehmed Skender
Männer, II. Schwergewicht: 20. Platz

### Judo
- Vlado Paradžik
Männer, Extraleichtgewicht: 23. Platz

### Kanu
- Aleksandar Đurić
Männer, Canadier-Einer, 500 Meter: Hoffnungslauf

### Leichtathletik
- Mirsada Burić
Frauen, 3000 Meter: Vorläufe

- Kada Delić
Frauen, 10 Kilometer Gehen: 38. Platz

- Dragan Mustapić
Männer, Diskuswurf: 29. Platz in der Qualifikation

- Zlatan Saračević
Männer, Kugelstoßen: 26. Platz in der Qualifikation

### Schießen
- Mirjana Jovović-Horvat
Frauen, Luftgewehr: 8. Platz
Frauen, Kleinkaliber, Dreistellungskampf: 17. Platz

### Schwimmen
- Janko Gojković
Männer, 100 Meter Schmetterling: 44. Platz
Männer, 200 Meter Schmetterling: 41. Platz

- Anja Margetić
Frauen, 100 Meter Schmetterling: 44. Platz
Frauen, 200 Meter Schmetterling: 27. Platz